# Silva (Literaturwissenschaft)
Silva bezeichnet in der spanischen Literaturwissenschaft eine vor allem klassische und modernistische, unstrophische Gedichtform von meist beträchtlicher Länge.
Gegenüber dem häufigsten Typus, einer Kombination von vollreimenden Elf- und Siebensilbern, unterscheidet man die Silva arromanzada. In ihr weisen alle Zeilen gerader Zahl die gleiche Assonanz auf, wie bei den Romanzen üblich.
Ein berühmtes Beispiel für eine Silva ist die Silva a la agricultura de la zona tórrida (1826) des Venezolaners Andrés Bello.